# テレビ愛媛
株式会社テレビ愛媛（テレビえひめ、Ehime Broadcasting Co,. Ltd.）は、愛媛県を放送対象地域としたテレビジョン放送事業を行っている特定地上基幹放送事業者である。
フジテレビ系列（FNN・FNS）局。

## 概要
開局当初から2004年（平成16年）9月までは、「愛媛放送株式会社」（えひめほうそう）が正式社名であった。しかし当初より「テレビ愛媛」の愛称を使用しており、2004年（平成16年）10月1日をもって「株式会社テレビ愛媛」に商号変更し、呼称を統一した。マスコットキャラクターは長年にわたり、妖精のキャラクターの集団が使用され、県民に親しまれてきた。後に誕生した先代「ビビットくん」と平行して使われていた時期もあったが、社名変更直前の2004年（平成16年）7月をもって使用を終了した。現在の「ビビットくん」は、地上デジタル放送開始に合わせリニューアルされた2代目が使用されている。
略称はEBC、コールサインはJOEI-DTV。キャッチコピーは「おきたら8ch」。これとは別に「きっかけは〜」など、フジテレビのキャッチコピーの「フジテレビ」の所を「EBC」に変えて使う場合もある。
毎年、番組審議委員会から当局が自社制作した番組の中から優秀番組を一つ選ぶ「優秀番組表彰制度」があり制作した番組担当者を表彰している。このような制度は、当局と同じエリアの南海放送が毎年番組審議会で審議された番組のうちテレビとラジオで優良番組として一つずつ選ぶ制度や北陸放送でも毎年番組審議会で審議したテレビとラジオの番組から一つ選ぶ「番組審議会賞」がある。
2024年（令和6年）12月10日に開局55周年を迎え、フジテレビ系列の四国地区で最初に開局した放送局でもある。

### 会社概要
- 社名 - 株式会社 テレビ愛媛
- 本社（演奏所） - 愛媛県松山市真砂町119（〒790-8537）
- 親局（送信所） - 愛媛県伊予市宮下字東谷末2262-2
- 代表取締役社長 - 尾谷牧夫[1]

### 本社・支社・支局所在地

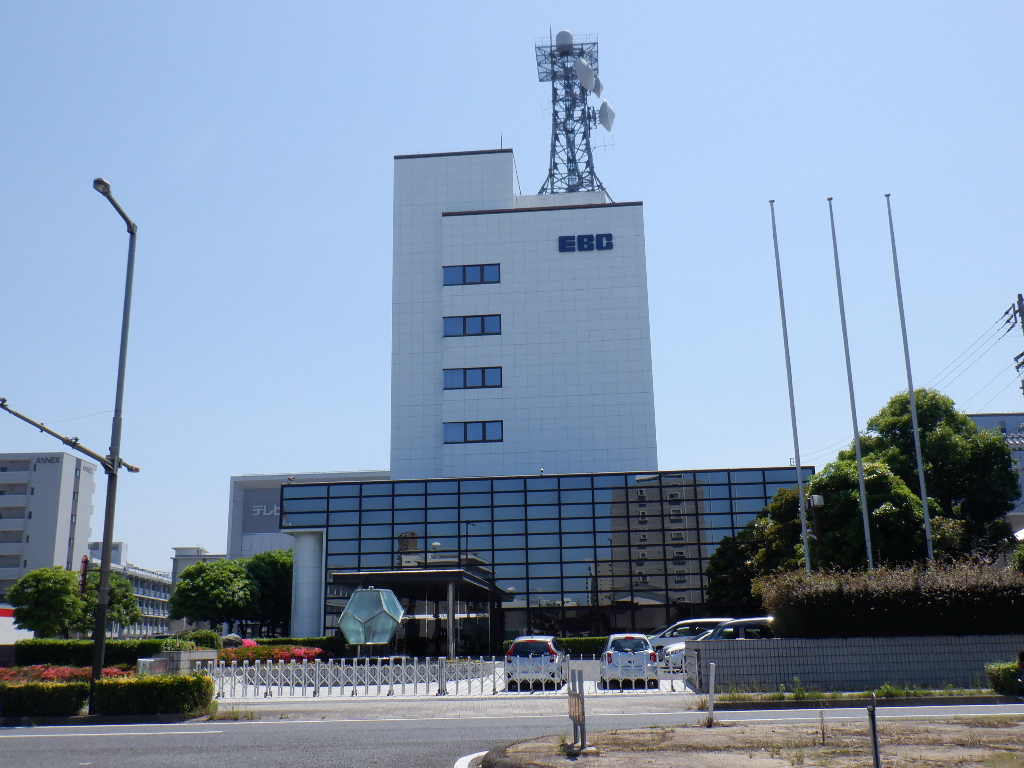
テレビ愛媛　本社屋

- 本社
愛媛県松山市真砂町119
- 東京支社
東京都中央区築地4丁目1-1 東劇ビル17階
- 大阪支社
大阪市北区梅田1丁目1-3-1000 大阪駅前第3ビル10階
- 高松支局
香川県高松市寿町1丁目2-5 井門高松ビル5階
- 東予支局
愛媛県新居浜市庄内町1丁目9番 パークマンションアイワ144号室
- 今治支局
愛媛県今治市常盤町4丁目2-8 今治タウンビル3階
- 南予支局
愛媛県宇和島市栄町港1丁目1-14 スズケンビル4階

## テレビ放送所

### デジタル放送
リモコンキーID 8
- 松山 JOEI-DTV 27ch 1kW

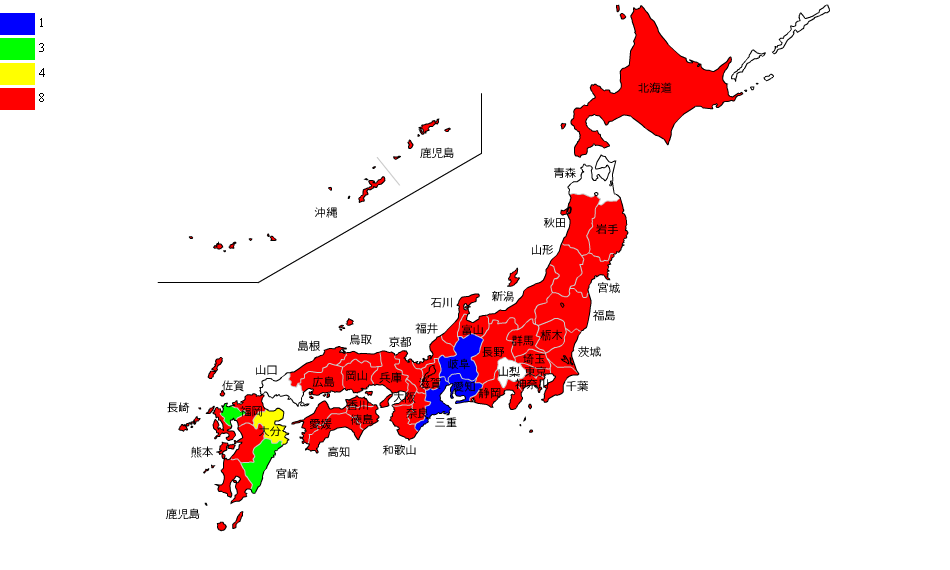
フジテレビ系列のリモコンキーID地図

- 新居浜 43ch（アナログとは違い、南海放送の中継局内に併設されている）
- 川之江 43ch
- 宇和島 29ch
- 松山北条 27ch
- 伊予中山 33ch
- 八幡浜 49ch
- 三机 58ch
- 宇和石城 29ch
- 大洲 29ch
- 内子 27ch
- 南宇和 19ch 10W
- 伊予由良 36ch
- 宇和 44ch 1W
- 野村 31ch 1W
- 大三島 31ch 3W
- 久万 27ch 3W
- 美川 23ch 3W
- 菊間 27ch 10W
- 川内 23ch 1W

### アナログ放送（放送終了）
中予地方
（松山市）
- 松山 JOEI-TV 37ch 10kW（送信所：伊予市行道山）
- 城北 47ch 10W
- 北条 56ch 10W
- 北条立岩 51ch 1W
- 北条浅海 49ch 1W
- 松山祝谷 56ch 0.1W

（東温市）
- 川内 53ch 10W

（伊予市）
- 中山 26ch 30W

（上浮穴郡久万高原町）
- 久万 59ch 30W
- 美川 39ch 30W
- 久万菅生 42ch 0.1W

東予地方
（新居浜市）
- 新居浜 36ch 3kW

（四国中央市）
- 川之江 53ch 30W
- 土居 56ch 3W
- 天満 36ch 3W

（今治市）
- 菊間 28ch 100W
- 大三島 43ch 30W
- 吉海 26ch 3W
- 宮窪 31ch 1W/62ch（補完波） 0.5W
- 大三島野々江 41ch 0.1W

（越智郡上島町）
- 岩城小漕 34ch 0.1W

南予地方（南予北部）
（大洲市）
- 大洲 37ch 100W
- 長浜 56ch 3W
- 大洲野佐来 61ch 0.1W

（喜多郡内子町）
- 内子 54ch 30W
- 小田 53ch 30W

（八幡浜市）
- 八幡浜 21ch 100W
- 保内喜木 46ch 0.1W

（西宇和郡伊方町）
- 三机 43ch 30W
- 三崎 48ch 3W

（西予市）
- 宇和 41ch 10W
- 石城 20ch 10W
- 城川 33ch 10W
- 野村 43ch 10W
- 三瓶 55ch 3W
- 明浜 58ch 1W
- 宇和正信 53ch 0.1W
- 三瓶下泊 57ch 0.1W
- 三瓶皆江 57ch 0.1W
- 三瓶周木 59ch 0.1W
- 野村愛宕 40ch 0.1W

南予地方（南予南部）
（宇和島市）
- 宇和島 27ch 500W
- 津島 41ch 10W
- 吉田 49ch 10W
- 津島御槙 41ch 3W
- 宇和島保手 61ch 0.1W
- 宇和島下高串 49ch 0.1W
- 宇和島高光 58ch 0.1W
- 宇和島保田 52ch 0.1W
- 宇和島薬師谷 54ch 0.1W
- 津島嵐 60ch 0.1W
- 津島横浦 60ch 0.1W
- 津島塩定 59ch 0.1W
- 吉田立目 62ch 0.1W
- 吉田中ノ浦 45ch 0.1W
- 吉田御殿内 46ch 0.1W

（北宇和郡鬼北町）
- 日吉 52ch 10W

（北宇和郡松野町）
- 松野 60ch 3W

（南宇和郡愛南町）
- 御荘 22ch 100W
- 西海 55ch 10W
- 城辺深浦 42ch 10W
- 由良 62ch 10W
- 城辺深浦中 62ch 0.1W
- 西海久家 43ch 0.1W

## 資本構成
企業・団体の名称、個人の肩書は当時のもの。出典：

### 2021年3月31日
| 資本金 | 発行済株式総数 | 株主数 |
| ------ | -------------- | ------ |
| 3億円  | 600,000株      | 107    |

| 株主                             | 株式数    | 比率   |
| -------------------------------- | --------- | ------ |
| フジ・メディア・ホールディングス | 121,600株 | 20.26% |
| 関西テレビ放送                   | 120,000株 | 20.00% |
| 白石統一                         | 051,000株 | 08.50% |
| 読売新聞グループ本社             | 042,000株 | 07.00% |

## 沿革
- 1964年（昭和39年）6月18日 - 「愛媛UHF放送」が免許申請。1968年（昭和43年）の「テレビ松山」まで14社が申請。申請者は次の通り[9][10]。

- 1968年（昭和43年）
  - 10月19日 - 14社の一本化調整成立。本社は松山市に置くこと、社名を「愛媛放送株式会社」、愛称「テレビ愛媛」とすること、特定のキー局を決めずオープン方式とする、などを決めた。途中出資比率で紆余曲折があったものの、11月6日の第1回発起人会にて免許の一本化申請が決定した[11]。
  - 11月15日 - 予備免許付与[12][13]。
- 1969年（昭和44年）
  - 1月16日 - 「愛媛放送株式会社」創立総会、初代社長に前愛媛県副知事の野村馬が就任[14]。
  - 1月20日 - 設立登記完了、正式に創立[15]。
  - 3月3日 - 第4回役員会にてフジテレビをキー局に決定する。オープン方式では運営、経営面で困難性が高いという見解だった。また、「フジが将来UHF局を育成してゆく方針をとり、スポンサーとも一括料金交渉を行い、ネット保証をするなどの利点がある」「南海放送（社史では「既存VHF局」）との絡みもあって日本テレビ、NETテレビ、TBS3局の系列に入るのは困難」などが理由。全番組の70%ほどをフジテレビ系列に求め、残りは番組の良い局からとることを決めた[16]。
  - 10月4日 - 午前10時、行道山送信所（松山局）から試験電波発射[17]。
  - 10月15日 - 関西テレビよりモノクロ中継車（東芝製モノクロ用カメラ3台含む）、電源車が譲渡される[18]。いずれも1958年（昭和33年）製[18]。1972年11月まで運用[18]。
  - 10月26日 - サービス放送開始[19]。26日はプロ野球日本シリーズ第1戦（西宮球場の阪急VS巨人）のみ[19]。翌日の第2戦も中継、あわせて主要レギュラー番組の放送を順次開始。第1戦、第2戦とも愛媛県では独占中継[19]。
  - 11月9日 - 石鎚山に取り付けていた松山から新居浜への自営マイクロ回線の反射板の工事が完工[19]。新居浜送信所から試験電波発射（11月22日より番組サービス開始）[19]。
  - 12月10日 - 南海放送に次ぐ、愛媛県内2番目の民放テレビ局として正式に開局[20]。
  - 12月14日 - 最初の自社制作番組『日曜ローカル』開始（当初は15分番組。- 1974年（昭和49年）9月29日）[21]。
- 1970年（昭和45年）
  - 3月20日 - 川之江中継局開局[22]。11月1日には菊間中継局開局[22]。東予の主要エリアをカバーする[22]。
  - 5月12日 - 瀬戸内シージャック事件発生。フィルム取材メイン。松山観光港で解放された乗客4人を連れ出し、生々しい体験をテレビ愛媛のスタジオから翌日の小川宏ショーにて伝えた[23]。
- 1971年（昭和46年）
  - 4月1日 - 宇和島中継局、中山中継局開局[22]。南予地域にも放送エリアを拡大[22]。
  - 11月5日 - カラーフィルム現像機導入[24]。
  - 11月11日 - 松山で開催されたプロボクシングフェザー級世界タイトルマッチ「柴田国明 vsマルセル」を中継[25]。同時にカラーフィルム取材の第一号となる[25]。
- 1972年（昭和47年）
  - 8月18日 - スタジオと副調整室の仮カラー化[25]。カラーカメラ（東芝製）をスタジオに据える[25]。
  - 8月26日 - 『奥さま！あなたの時間です』（1972年（昭和47年）4月1日 - 1975年（昭和50年）9月）をカラー化[25]。最初のスタジオカラー番組）。
- 1973年（昭和48年）3月 - カラー中継車導入[25]。
- 1974年（昭和49年）
  - 10月6日 -『おはようU（ユー）』開始（ - 1979年（昭和54年）3月）[26]。日曜日朝に編成された男性路線の情報番組[26]。諸口あきららも出演した[26]。
  - 11月21日 - 開局5周年を記念し、フジテレビの人気番組3時のあなたを松山市民会館から2000人を招いた公開生中継[27]。この日の司会は扇千景、逸見政孝アナウンサー[27]。
- 1977年（昭和52年）4月3日 - 『えひめ 人 その風土』開始[28]。愛媛県出身でその道一筋の先達にスポットを当てた[28]。硬派ドキュメントながら長寿番組となる[28]。
- 1978年（昭和53年）
  - 6月16日 - 四国電波管理局にFM放送免許を申請、受理される[29]。
  - 7月1日 - FM免許の受理をうけ、社内に「電波対策室」を設置。FM放送の実現に動く[29]。これが1981年にエフエム愛媛の設立に繋がるきっかけとなり、翌1982年2月に地方初の民放FMとして開局した[30]。
- 1990年（平成2年）7月19日 - 音声多重放送開始。[要出典]
- 2004年（平成16年）10月1日 - 「愛媛放送株式会社」から「株式会社 テレビ愛媛」に社名変更。なお略称の「EBC」は、そのまま継承。
- 2006年（平成18年）10月1日 - 地上デジタル放送開始。
- 2011年（平成23年）7月24日 - 地上アナログ放送終了。
- 2019年（令和元年）9月 - マスター更新に伴い、データ放送をFNN・FNS共通フォーマットから独自データ放送に刷新[31]。
- 2021年（令和3年） - 八幡浜市・大洲市・西予市・内子町・伊方町への取材拠点であったテレビ愛媛八幡浜支局（八幡浜市）を、愛媛県内の民放テレビ単営局（全3局）と南海放送（県内唯一のテレビ・ラジオ兼営局）の共同運用による「八幡浜共同支局」へ改組。テレビ愛媛が4局を代表して記者（中岡照夫）の駐在を続ける一方で、他の3局（南海放送・あいテレビ・愛媛朝日テレビ）は八幡浜市内で個別に設置していた支局を閉鎖したため、テレビ愛媛の駐在記者は上記の市町で取材した原稿と映像を4局の本社（いずれも松山市）へ一斉に送信するようになった[32]。

## 社史・記念誌
- 愛媛放送10年のあゆみ（愛媛放送株式会社社史編纂委員会 編纂） 1979年11月発行、224ページ。
- テレビ愛媛写真史（愛媛放送株式会社 編集） 1989年10月発行、108ページ。
- 放送番組表にみるテレビ愛媛30年のあゆみ（愛媛放送編成局編成部 企画・制作）2000年3月発行、122ページ
- テレビ愛媛50年史 50th anniversary（テレビ愛媛 編集）2019年12月発行、222ページ。

## ネットワークの移り変わり
- 1969年（昭和44年）12月10日 フジテレビ系列局として開局。試験電波が発射される前に地元新聞に掲載されていた番組ネット比率は次の通り[33]。FNN・FNSに一貫して加盟しているため、フジテレビ系が圧倒的に多く、これにNETテレビの番組（民間放送教育協会扱いの学校放送を含む）、当時はNET系だった毎日放送が続いた。

| 局名             | 比率  |
| ---------------- | ----- |
| フジテレビ系     | 76%   |
| NETテレビ        | 16.6% |
| 毎日放送         | 2.6%  |
| 東京12チャンネル | 1.8%  |
| 自社製作         | 2.8%  |

- 1975年（昭和50年）3月31日 関西地区の腸捻転解消により、朝日放送制作の番組がTBS系列扱いからNETテレビ系列扱いに、毎日放送制作の番組がNET系列扱いからTBS系列扱いにそれぞれ変更される。当時の愛媛県にはどちらの系列局もなかったため、引き続き編成に応じて南海放送と共有した。
- 1992年（平成4年）10月1日 伊予テレビが開局し、TBSの番組が同局へ移行される。
- 1995年（平成7年）4月1日 愛媛朝日テレビが開局し、テレビ朝日の番組が同局へ移行される。
  - あいテレビの開局までは、南海放送の編成から外れた日本テレビの番組が放送されることがあった。

## 主な放送番組
※ 放送時間は2024年（令和6年）7月時点のもの。

### 自社制作番組
- EBC Live News（月曜 - 金曜 15:45 - 19:00）
- EBCニュース・あすの天気（月曜 - 土曜 20:54 - 21:00、日曜 21:54 - 22:00他）
- ビビッと!おすすめTV（月曜・水曜 22:54 - 23:00、金曜 22:56 - 23:00他）
- イチ推し!（火曜 - 金曜 11:20 - 11:25、日曜 17:25 - 17:30）
- 野鳥愛ランド（火曜 22:54 - 23:00）
- White Screen（木曜 22:54 - 23:00）
- TV版プレゼントマガジンYAPPY!（金曜 0:25 - 0:35（木曜深夜））
- エミフル♥コミュ（金曜 22:52 - 22:56）
- まっすんの陽あたり良好（土曜 10:25 - 10:55）
- ふるさと絶賛バラエティ いーよ!（土曜 12:00 - 13:00、木曜 0:55 - 1:55（水曜深夜）に再放送）
- ゆ～ばら!（土曜 17:00 - 17:30、金曜 15:15 - 15:45に再放送）
- 作道泰子と学ぶ料理の基本 Tai飯（土曜 17:55 - 18:00）
- さらば青春の光の青春ジャック!!（土曜 18:30 - 19:00）
- 吾輩はティモンディ（日曜 1:15 - 1:30（土曜深夜））
- ますあつ（日曜 6:15 - 6:30）
- 決定版!チョーさんの釣り情報（日曜 6:30 - 7:00、木曜 15:15 - 15:45に再放送）
- イチ推し!＋（日曜 8:55 - 9:00）
- Dream＋（日曜 11:45 - 11:50）
- あなたとEBC（第4日曜 6:15 - 6:30）

#### 過去
- EBCニュース6:30
- スーパータイムEBC600
- スーパータイムEBC530
- EBCスーパータイム
- EBCザ・ヒューマン
- EBCスーパーニュース
- ウィークエンドえひめ
- 夕刊ガッツ!!
- お茶どきっ!
- とにかく愛媛5:25→とにかく愛媛5:00
- どっ金!雑貨店
- 愛媛なんでも県聞録
- まる生金曜日※HD
- 松山市制広報番組「大好き!まつやま」（2011年度）
- いまこくのつぶやき
- バンコのバンゴハン（同じ地元愛媛に本社がある大手食品メーカー日本食研HD制作の食情報番組）
- 愛顔(えがお)のワゴン（愛媛県広報番組・2012年度）
- えひめ人その風土
- BIGAPPLE'S
- おへんろ。～八十八歩記～（岡山放送・高知さんさんテレビ共同制作、テレビ愛媛開局45周年記念番組）
- ハピ♥どき
- EBCプライムフライデー（2018年4月6日 - 2018年12月）
- あの日、あの場所で ～映像でつなぐ愛媛50年～
- ほーなん（2015年4月3日 - 2021年3月21日）
- 感性芸術MONOLIZM
- ビビサタ

他多数

### フジテレビ系列番組（遅れネット）
- おかべろ（火曜 0:25 - 1:00（月曜深夜）、関西テレビ制作）
- ジャンクSPORTS（水曜 0:25 - 1:00（火曜深夜））
- いいすぽ!＋（水曜 1:00 - 1:30（火曜深夜）、フジテレビONE制作）
- イタズラジャーニー（金曜 0:35 - 1:05（木曜深夜））
- ノイタミナ（金曜 1:05 - 1:35（木曜深夜））

### テレビ東京系列番組
- YOUは何しに日本へ?（土曜 14:00 - 15:00）
- 所さんの学校では教えてくれないそこんトコロ!（日曜 12:00 - 12:55）
- 開運!なんでも鑑定団（日曜 13:00 - 14:00〈再放送・土曜 13:00 - 14:00〉）
- ありえへん∞世界（日曜 14:00 - 15:00）

### その他
- いろはに千鳥（火曜 1:00 - 1:30（月曜深夜）、テレビ埼玉制作）
- ダンジョンの中のひと（火曜 1:30 - 2:00（月曜深夜）、毎日放送制作参加）
- 【推しの子】（木曜 0:25 - 0:55（水曜深夜））
- 全国猫駅長会議（木曜 1:55 - 2:00（水曜深夜）、テレビ和歌山制作）
- ルアルアチャンネル（木曜 2:00 - 2:30（水曜深夜）、サンテレビ制作）

### 過去にテレビ愛媛で放送されていたネット番組
- 仮面ライダーシリーズ（毎日放送制作。ただし、スカイライダーから仮面ライダーBLACK RXまでは南海放送で、テレビ朝日制作の平成・令和シリーズは愛媛朝日テレビで放送。）
仮面ライダー→仮面ライダーV3→仮面ライダーX→仮面ライダーアマゾン（ここまでNET系）→仮面ライダーストロンガー（TBS系）

#### 日本テレビ系
- お笑いマンガ道場（中京テレビ制作。東京12チャンネル（現:テレビ東京）時代からのネットで、日本テレビに移行してからも放送されていた）
- うわさのチャンネル!!
- テレビ三面記事 ウィークエンダー
- トランスフォーマーシリーズ（日本テレビ版）

他

#### TBS系
（あいテレビ開局まで、☆はあいテレビ開局と同時に移行した番組）
- たのきん全力投球!（30分番組時代。金曜 19:00 - 19:30）[37][38]
- 3年B組金八先生（第三シリーズまで）
- 金曜ドラマ（ただし、別タイトルでの放送（タイトルと放送日時は不明）。）☆
- ビデオ戦士レザリオン（金曜 16:55 - 17:25[39] → 水曜 17:25 - 17:55[40]）
- まんがどうして物語（土曜 7:30 - 8:00[41]）
- よしもと新喜劇（毎日放送制作）☆
- やる気マンマン日曜日（毎日放送制作）
- それゆけ!マーシー（毎日放送制作）
- そこが知りたい☆
- 夜明けの刑事
- 明日の刑事
- 噂の刑事トミーとマツ
- ママハハ・ブギ
- デパート!夏物語
- ドラマ・ルージュの伝言

他多数

#### テレビ朝日系
（愛媛朝日テレビ開局まで、○は愛媛朝日テレビ開局と同時に移行した番組）
- アッポしましまグー
- 野生の王国（毎日放送制作・編成により南海放送から移行した時期もあったが[42]、TBS系番組となった1975年4月以後も編成により南海放送とテレビ愛媛のいずれか[43] で放送）
- クイズタイムショック（田宮・山口期のみ、地元スポンサーに差し替えた上で放送）
- 欽ちゃんのどこまでやるの!?
- 笑アップ歌謡大作戦
- 水曜スペシャル（日曜夕方に放送）
- さんまのナンでもダービー○
- 暴れん坊将軍○
- 土曜ワイド劇場○
- パネルクイズ アタック25（ABC制作）○
- 日曜洋画劇場（番組タイトルと提供クレジットの部分は独自のものに差し替えていた）○
- ビートたけしのスポーツ大将（2015年以降の特番と2017年から2018年の第3期は愛媛朝日テレビで放送）
- ビッグワイド60分（日曜 10:30 - 11:30）
- 一休さん（月曜 19:00 - 19:30[44]）
- 空手バカ一代（木曜 18:00 - 18:30）
- ドラえもん (1979年のテレビアニメ)（第1作は南海放送で放送）○
- SLAM DUNK○
- The・かぼちゃワイン（途中で放映打ち切り）
- パーマン（第2作）
- エスパー魔美（アニメ単独枠、水曜 16:30 - 17:00[45]。途中で打ち切り）
- 藤子不二雄ワイド（金曜 16:00 - 17:00[46]。編成上は「藤子不二雄アニメ劇場」と改題していたが、OPで堂々と「藤子不二雄ワイド」のタイトルが出ていた）
- スーパー戦隊シリーズ○
『忍者戦隊カクレンジャー』まで放送[注 4]。
- メタルヒーローシリーズ（ただし、宇宙刑事シャリバンの途中で打ち切り、宇宙刑事シャイダーから世界忍者戦ジライヤまでは未放送。機動刑事ジバンから再開し、重甲ビーファイターの途中で愛媛朝日テレビに移行した。）○
- 勇者シリーズ（名古屋テレビ制作、エクスカイザーからゴルドランの最初期まで、ゴルドランの放送途中で愛媛朝日テレビに移行した。）○
- 朝日放送テレビ制作日曜朝8時30分枠のアニメ○
『とんがり帽子のメモル』を途中で打ち切ったが、『はーいステップジュン』で復活、『新メイプルタウン物語 パームタウン編』の途中で打ち切り、南海放送では『ビックリマン』から『GS美神』まで放送、『ママレード・ボーイ』途中からは愛媛朝日テレビで放送。
- レンズマン（ABC制作）
- 探偵!ナイトスクープ（ABC制作）○
- ザ・コンピニオン（ABC制作）
- ワールドプロレスリング○
- 東リクイズ・イエス・ノー（毎日放送制作、腸捻転時代、月曜 18:00 - 18:25）
- 人造人間キカイダー
- どっこい大作
- ポーラ名作劇場
- 狼・無頼控（毎日放送制作、腸捻転時代）
- 水曜21時時代劇枠（但し人魚亭異聞 無法街の素浪人は南海放送で放送）
  - 長谷川伸シリーズ
  - さすらいの狼
  - 女・その愛のシリーズ
  - 右門捕物帖 (1974年のテレビドラマ)（水曜 22:00 - 23:00）
  - 鬼平犯科帳（丹波哲郎主演）
  - 徳川三国志
- 火曜21時時代劇枠（南海放送より移行）
  - 破れ新九郎
  - 鬼平犯科帳（萬屋錦之介主演）
- ターゲットメン
- 次郎長三国志
- 遠山の金さん（杉良太郎主演）
- 世界あの店この店
- 南くんの恋人（1作目）
- 天まであがれ（日曜 14:00 - 15:00）
- スポット演芸
- ドカドカ大爆笑
- 宇宙の騎士テッカマン
- タイガーマスク二世（月曜 17:25 - 17:55[47]）→あさりちゃん（月曜 17:25 - 17:55[48]）
- ヤングおー!おー!（毎日放送制作、腸捻転時代、南海放送へ移行）
- キャンディ・キャンディ→花の子ルンルン→魔法少女ララベル→ハロー!サンディベル（途中で放映打ち切り）
- ザ・カゲスター（土曜 18:30 - 19:00[49]）
- 5年3組魔法組（土曜 18:30 - 19:00[50]）
- 激走!ルーベンカイザー（土曜 18:30 - 19:00[51]）
- 西部警察（PART-I・PART-IIを放送、木曜 22:00 - 22:54。PART-IIIは南海放送で放送）

他多数

#### テレビ東京系
- 男子ごはん
- おいろけ寄席
- 小松原三夫のゴルフ道場
- わがまま☆フェアリー ミルモでポン!（第3シリーズの『わんだほう』まで放映）
- Get Ride! アムドライバー
- 美味學院
- デーブのフライデードリーム
- クイズところ変れば!?
- あっぱれ!日本一
- 出没!アド街ック天国
- 元祖!でぶや
- 決戦!クイズの帝王
- BLEACH（第342話で打ち切り、『死神代行消失編』と『千年血戦篇』は県内未放送）
- おねだりマスカットDX!（テレビ大阪制作）
- 石川遼スペシャル RESPECT 〜ゴルフを愛する人々へ〜
- たかじんNOマネー〜人生は金時なり〜（テレビ大阪制作・たかじん休養前の放送回で打ち切り）
- 〜どうぶつ冒険バラエティ〜ワンダ!（途中打ち切り）
- ごるふなでしこ
- おねだりマスカットSP!（テレビ大阪制作）
- みんな!エスパーだよ!
- きらきらアフロTM
- 創聖のアクエリオン
- ミエと良子のおしゃべり泥棒
- ファッション通信
- 厳選!いい宿ナビ
- 和風総本家（テレビ大阪制作、eatへ移行）
- ポンコツ&さまぁ〜ず（途中打ち切り）
- 乃木坂工事中（テレビ愛知制作、途中打ち切り）
- ベイブレードバースト→ベイブレードバースト ゴッド→ベイブレードバースト 超ゼツ
- モヤモヤさまぁ〜ず2（途中打ち切り）
- 世界!ニッポン行きたい人応援団（途中打ち切り）
- ゴットタン（途中打ち切り）
- アイドル伝説えり子（テレビせとうち制作、土曜 8:00 - 8:30[52]）
- チェンソーマン（土曜 0:55 - 1:25（金曜深夜））

他多数

#### 独立局
- 銀河機攻隊 マジェスティックプリンス
- Fate/stay night [Unlimited Blade Works]
- テイルズ オブ ゼスティリア ザ クロス
- ゴッドイーター
- 活撃 刀剣乱舞
- 鬼滅の刃（再放送も実施）
- NON STYLE井上のバズらせJAPAN（土曜 2:30 - 3:00（金曜深夜））
- キャラ@声部（金曜 1:35 - 1:40（木曜深夜））
- ソルトフィッシングパラダイスTV（土曜 2:00 - 2:30（金曜深夜））

## アナウンサー・出演者・関連人物

### 現職アナウンサー
※現在

#### 男性
- 2005年 堀本直克（群馬テレビから移籍）
- 2015年 正本健太
- 2021年 内木敦也
- 2024年 佐野快成

#### 女性
- 2003年 橋本利恵（ - 2010年、2017年 - [53]）
- 2014年 名護谷希慧（4月）
- 2015年 山崎真依
- 2021年 鈴木瑠梨
- 2023年 曽我部愛麗
- 2025年 小川日南

### 異動・退職したアナウンサー

#### 男性
- 1985年
  - 岡本匡史（ - 2012年、報道局へ異動）
- 1986年
  - 村口敏也
- 1995年
  - 近藤鉄太郎（ - 2000年、現・九州朝日放送アナウンサー）
- 1998年
  - 住田洋（ - 2008年6月、現・ジョイスタッフ）
- 2003年
  - 森川慎太郎（ - 2004年9月退社）
- 2005年
  - 村上幸司（ - 2009年3月、現・圭三プロダクション）
- 2009年
  - 東将太（ - 2015年9月）[54]
- 2012年
  - 滝沢雄一（ - 2016年6月、元・秋田テレビアナウンサー。東京支社に異動後、2018年3月末に退職。現・ボイスワークス所属）
- 2017年
  - 福吉貴文（ - 2022年9月、現・ウェザーニューズ所属）
- 白石浩二
- 土居寛親

#### 女性
- 1969年
  - 石井紀代（試験放送の第一声を担当。42年後の2011年にアナログ放送が終了した際のアナウンスを行った。現在はフリーアナウンサー）
- 1977年
  - 山田幸子（ - 2020年3月31日）
- 1980年
  - 小池達子（ - 1982年、TBS『クイズダービー』の4代目出題アシスタント）
- 1992年
  - 一色美和（ - 2004年、元大阪テレビタレントビューロー所属。松山市内でフラメンコスタジオを経営しながら講師をしている）
  - 三好千博（2004年8月に退社したが、現在はディレクター）
- 1995年
  - 川田御早希（ - 1999年。退社後、フリーアナウンサーへ転向）
- 1996年
  - 川添永津子（ - 2002年、圭三プロダクション所属、TBSテレビ[注 5]『ひるおび』フィールドキャスター）
- 1998年
  - 鶴田由香（ - 2004年、気象予報士・2006年3月までNHK BS1の主にお昼から夕方のBS気象情報を担当していた）
- 2000年
  - 石崎佳代子（ - 2001年、セント・フォース所属のフリー、福岡放送を経て、現在はフリーアナウンサー）
- 2004年
  - 大下香奈（1月入社、 - 2010年12月、NHK松山放送局から移籍後退社。アナウンサー時代からの歌手活動を現在も継続）
  - 高山景子（ - 2009年12月25日、新潟総合テレビから移籍後退社。現在はオフィスケイアール）
- 2005年
  - 小林咲夏（ - 2007年6月、元tvkアナウンサー）
- 2007年
  - 西村裕美子（7月入社、 - 2008年6月、現在はTCP、現芸名・西村祐美）
- 2008年
  - 三瓶晶子（7月入社、 - 2009年7月、NHK福島放送局から移籍後退社。現在はテレビ西日本契約キャスター）
- 2009年
  - 五十嵐利恵（4月入社、 - 2009年10月。新潟テレビ21契約アナウンサーとして2013年7月入社、2017年3月退社。現在はアルビレックス新潟に勤務）
  - 久保田夏菜（5月入社、 - 2013年3月、テレビ愛媛在籍時地上デジタル放送推進大使を高山から継承。中国放送契約アナウンサーを経て2016年4月からフリー）
- 2010年
  - 加藤夏海（4月入社、 - 2015年3月、NHK京都放送局リポーター）
  - 田村麻実（10月入社、 - 2012年3月、NHK高知放送局から移籍後退社。その後とちぎテレビ、あいテレビアナウンサーを経てシー・フォルダに移籍）
  - 中山明音（1月入社、 - 2021年9月、NHK宮崎放送局から移籍後退社。2021年10月からEBC Live Newsの新コーナー『中山明音の愛しの媛さんぽ』出演中）
- 2012年
  - 八木菜緒（4月入社、 - 2015年3月、NHK高知放送局から移籍後退社。文化放送アナウンサーを経て、2018年4月からBS11アナウンサー。）
- 2013年
  - 林愛実（4月入社、 - 2014年3月、NHK山形放送局から移籍後退社。テレビ静岡を経て、2018年からエス・オー・プロモーション所属のフリーアナウンサー）
- 2015年
  - 櫻本茉朋（4月入社、 - 2020年3月[55]、瀬戸内海放送から移籍後退社）
- 2017年
  - 真鍋果夏（ - 2021年6月）
- 高橋三奈
- 中山真由美

### アナウンサー以外
- 桝形浩人（劇団P.Sみそ汁定食主宰、俳優・演出家）
- 作道泰子（フリーアナウンサー、南海放送ラジオカーリポーターCapyOG）
- 長島幸雄（通称：チョーさん。決定版!チョーさんの釣り情報に出演）

### そのほか関連人物
- 友近（お笑い。かつてリポーターで番組出演）
※2011年のFNS27時間テレビでは、テレビ愛媛のアナウンサー（吉川景子という仮名がつけられていた）に扮して出演。